# Forgaria nel Friuli
Forgaria nel Friuli là một đô thị ở tỉnh Udine trong vùng Friuli-Venezia Giulia thuộc Ý, có cự ly khoảng 90 km về phía tây bắc của Trieste và khoảng 25 km về phía tây bắc của Udine. Tại thời điểm ngày 31 tháng 12 năm 2004, đô thị này có dân số 1.944 người và diện tích là 29,2 km².
Forgaria nel Friuli giáp các đô thị: Majano, Osoppo, Pinzano al Tagliamento, Ragogna, San Daniele del Friuli, Trasaghis, Vito d'Asio.